# Lac Bear (Californie)
Pour les articles homonymes, voir Lac Bear.
Le lac Bear (en anglais : Bear Lake) est un lac américain dans le comté de Tuolumne, en Californie. Il est situé à 2 709 mètres d'altitude au sein de la Yosemite Wilderness, dans le parc national de Yosemite.